# Balonul de Aur 2023
Balonul de Aur 2023 a fost a 67-a ceremonie anuală a Balonului de Aur, premiu acordat de revista France Football și care îi recompensează pe cei mai buni fotbaliști ai sezonului 2022-2023. Argentinianul Lionel Messi a primit trofeul pentru a opta oară în carieră, îmbunătățind propriul record privind numărul de trofee obținute.
Este a doua oară în istoria trofeului când acesta se acordă pentru un sezon, nu pentru un an calendaristic, prestațiile care contează fiind din perioada 1 august 2022 - 31 iulie 2023. Nominalizările au fost anunțate pe 6 septembrie 2023, iar ceremonia a avut loc pe 30 octombrie la Théâtre du Châtelet din Paris.
Șapte premii au fost în total acordate: Balonul de Aur la masculin și la feminin, Trofeul Kepa pentru cel mai bun jucător tânăr, Trofeul Iașin pentru cel mai bun portar, Premiul Socrates pentru acțiuni sociale și caritabile, Trofeul Gerd Muller pentru cel mai bun atacant și Club of the Year pentru cea mai bună echipă a sezonului.
Cristiano Ronaldo, de cinci ori câștigător al Balonului de Aur, a lipsit de pe lista nominalizărilor pentru prima dată din anul 2003.

## Balonul de Aur la masculin
Treizeci de jucători au fost nominalizați pentru Balonul de Aur 2023.
| Loc | Jucător               | Naționalitate | Poziție  | Club                |
| --- | --------------------- | ------------- | -------- | ------------------- |
| 1   | Lionel Messi          | Argentina     | Atacant  | Inter Miami         |
| 2   | Erling Haaland        | Norvegia      | Atacant  | Manchester City     |
| 3   | Kylian Mbappé         | Franța        | Atacant  | Paris Saint-Germain |
| 4   | Kevin De Bruyne       | Belgia        | Mijlocaș | Manchester City     |
| 5   | Rodri                 | Spania        | Mijlocaș | Manchester City     |
| 6   | Vinícius Júnior       | Brazilia      | Atacant  | Real Madrid         |
| 7   | Julián Álvarez        | Argentina     | Atacant  | Manchester City     |
| 8   | Victor Osimhen        | Nigeria       | Atacant  | Napoli              |
| 9   | Bernardo Silva        | Portugalia    | Mijlocaș | Manchester City     |
| 10  | Luka Modrić           | Croația       | Mijlocaș | Real Madrid         |
| 11  | Mohamed Salah         | Egipt         | Atacant  | Liverpool           |
| 12  | Robert Lewandowski    | Polonia       | Atacant  | Barcelona           |
| 13  | Yassine Bounou        | Maroc         | Portar   | Al Hilal            |
| 14  | İlkay Gündoğan        | Germania      | Mijlocaș | Barcelona           |
| 15  | Emiliano Martínez     | Argentina     | Portar   | Aston Villa         |
| 16  | Karim Benzema         | Franța        | Atacant  | Al-Ittihad          |
| 17  | Khvicha Kvaratskhelia | Georgia       | Atacant  | Napoli              |
| 18  | Jude Bellingham       | Anglia        | Mijlocaș | Real Madrid         |
| 19  | Harry Kane            | Anglia        | Atacant  | Bayern Munchen      |
| 20  | Lautaro Martínez      | Argentina     | Atacant  | Inter Milano        |
| 21  | Antoine Griezmann     | Franța        | Atacant  | Atlético Madrid     |
| 22  | Kim Min-jae           | Coreea de Sud | Fundaș   | Bayern Munchen      |
| 23  | André Onana           | Camerun       | Portar   | Manchester United   |
| 24  | Bukayo Saka           | Anglia        | Atacant  | Arsenal             |
| 25  | Joško Gvardiol        | Croația       | Fundaș   | Manchester City     |
| 26  | Jamal Musiala         | Germania      | Mijlocaș | Bayern Munchen      |
| 27  | Nicolò Barella        | Italia        | Mijlocaș | Inter Milano        |
| 28  | Randal Kolo Muani     | Franța        | Atacant  | Paris Saint-Germain |
| 28  | Martin Ødegaard       | Norvegia      | Mijlocaș | Arsenal             |
| 30  | Rúben Dias            | Portugalia    | Fundaș   | Manchester City     |

1. ↑  Messi a semnat cu Inter Miami după expirarea contractului cu Paris Saint-Germain.
2. ↑  Bounou a fost cumpărat de Al-Hilal de la Sevilla FC la finalul sezonului.
3. ↑  Gündoğan a semnat cu Barcelona după expirarea contractului cu Manchester City.
4. ↑  Benzema a fost achiziționat de Al-Ittihad după expirarea contractului cu Real Madrid.
5. ↑  Bellingham a fost cumpărat de Real Madrid de la Borussia Dortmund la finalul sezonului.
6. ↑  Kane a fost cumpărat de Bayern de la Tottenham Hotspur la finalul sezonului.
7. ↑  Min-jae a fost cumpărat de Bayern de la Napoli la finalul sezonului.
8. ↑  Onana a fost cumpărat de Manchester United de la Inter Milano la finalul sezonului.
9. ↑  Gvardiol a fost cumpărat de Manchester City de la RB Leipzig la finalul sezonului.
10. ↑  Kolo Muani a fost cumpărat de  Paris Saint-Germain de la Eintracht Frankfurt la finalul sezonului.

## Balonul de Ar la feminin
| Loc | Jucătoare        | Naționalitate | Poziție  | Club              |
| --- | ---------------- | ------------- | -------- | ----------------- |
| 1   | Aitana Bonmatí   | Spania        | Mijlocaș | Barcelona         |
| 2   | Sam Kerr         | Australia     | Atacant  | Chelsea           |
| 3   | Salma Paralluelo | Spania        | Atacant  | Barcelona         |
| 4   | Fridolina Rolfö  | Suedia        | Atacant  | Barcelona         |
| 5   | Mary Earps       | Anglia        | Portar   | Manchester United |

## Trofeul Kopa
Trofeul se acordă pentru cel mai bun jucător cu vârsta sub 21 de ani.
| Loc | Jucător           | Naționalitate | Poziție  | Club              |
| --- | ----------------- | ------------- | -------- | ----------------- |
| 1   | Jude Bellingham   | Anglia        | Mijlocaș | Borussia Dortmund |
| 2   | Jamal Musiala     | Germania      | Mijlocaș | Bayern München    |
| 3   | Pedri             | Spania        | Mijlocaș | Barcelona         |
| 4   | Eduardo Camavinga | Franța        | Mijlocaș | Real Madrid       |
| 5   | Gavi              | Spania        | Mijlocaș | Barcelona         |

## Trofeul Iașin
Trofeul se acordă pentru cel mai bun portar.
| Loc | Jucător               | Naționalitate | Club            |
| --- | --------------------- | ------------- | --------------- |
| 1   | Emiliano Martínez     | Argentina     | Aston Villa     |
| 2   | Ederson               | Brazilia      | Manchester City |
| 3   | Yassine Bounou        | Maroc         | Sevilla         |
| 4   | Thibaut Courtois      | Belgia        | Real Madrid     |
| 5   | Marc-André ter Stegen | Germania      | Barcelona       |

## Trofeul Gerd Müller
Trofeul se acordă celui mai bun marcator al sezonului
| Jucător        | Naționalitate | Poziție | Club            | Goluri |
| -------------- | ------------- | ------- | --------------- | ------ |
| Erling Haaland | Norvegia      | Atacant | Manchester City | 56     |

## Premiul Sócrates
Premiul se acordă de către revista France Football pentru eforturile umanitare ale unui jucător.
| Jucător         | Naționalitate | Poziție | Club        |
| --------------- | ------------- | ------- | ----------- |
| Vinícius Júnior | Brazilia      | Atacant | Real Madrid |

## Club of the Year
| Club                | Total | Ballon d'Or | Ballon d'Or Féminin                                        |
| ------------------- | ----- | --- | ---------------------------------------------------------- |
| Manchester City m f | 10    | Julián Álvarez (ARG) · Kevin De Bruyne (BEL) · Rúben Dias (POR) · İlkay Gündoğan (GER) · Erling Haaland (NOR) · Rodri (ESP) · Bernardo Silva (POR) | Yui Hasegawa (JAP) · Jill Roord (NED) · Khadija Shaw (JAM) |